# Widjan ar-Rabi
Widjan ar-Rabi – wieś w Syrii, w muhafazie Damaszek. W 2004 roku liczyła 2072 mieszkańców.